# Uebigau-Wahrenbrück
Uebigau-Wahrenbrück är en stad i östra Tyskland, belägen i Landkreis Elbe-Elster i förbundslandet Brandenburg, omkring 115 km söder om Berlin och 25 km öster om Torgau. Staden bildades 2001 genom sammanslagning av städerna Uebigau och Wahrenbrück samt kommunerna Bahnsdorf, Drasdo och Wiederau. Staden ingår sedan den 1 januari 2020 i Verbandsgemeinde Liebenwerda med städerna Bad Liebenwerda, Falkenberg/Elster och Mühlberg/Elbe.
Stadens viktigaste näring är elektroindustri.

## Befolkning
- Befolkningsutvecklingen i de nuvarande gränserna (Blå linje: Befolkning—Prickade linjen: Jämförelse med utvecklingen av Brandenburg—Grå bakgrund: Period av Nazi styre—Röd bakgrund: Period av kommunistiskt styre)
- Aktuella befolkningsutveckling (blå linjen) och prognoser (prickade linjen).

| År   | Invånare |
| ---- | -------- |
| 1875 | 6 311    |
| 1890 | 6 667    |
| 1910 | 7 470    |
| 1925 | 8 253    |
| 1933 | 8 137    |
| 1939 | 8 206    |
| 1946 | 11 773   |
| 1950 | 11 524   |
| 1964 | 8 942    |
| 1971 | 8 743    |

| År   | Invånare |
| ---- | -------- |
| 1981 | 7 707    |
| 1985 | 7 556    |
| 1989 | 7 359    |
| 1990 | 7 264    |
| 1991 | 7 109    |
| 1992 | 7 066    |
| 1993 | 7 023    |
| 1994 | 7 027    |
| 1995 | 6 922    |
| 1996 | 6 948    |

| År   | Invånare |
| ---- | -------- |
| 1997 | 6 959    |
| 1998 | 6 913    |
| 1999 | 6 915    |
| 2000 | 6 845    |
| 2001 | 6 727    |
| 2002 | 6 624    |
| 2003 | 6 550    |
| 2004 | 6 521    |
| 2005 | 6 392    |
| 2006 | 6 259    |

| År   | Invånare |
| ---- | -------- |
| 2007 | 6 145    |
| 2008 | 6 007    |
| 2009 | 5 892    |
| 2010 | 5 769    |
| 2011 | 5 755    |
| 2012 | 5 717    |
| 2013 | 5 598    |
| 2014 | 5 532    |
| 2015 | 5 462    |
| 2016 | 5 324    |

| År   | Invånare |
| ---- | -------- |
| 2017 | 5 321    |
| 2018 | 5 245    |
| 2019 | 5 206    |
| 2020 | 5 233    |

Detaljerade källor anges i Wikimedia Commons..

## Kända stadsbor
- Carl Heinrich Graun (1704–1759), kompositör och sångare.  Bror till
- Johann Gottlieb Graun (1703–1771), kompositör och violinist.
- Gustav Seyffarth (1796–1855), egyptolog.
- Michael Strempel (född 1944), fotbollsspelare, landslagsspelare för Östtyskland.